# La Unión, Tlaxiaco
La Unión är en ort i Mexiko.   Den ligger i kommunen Heroica Ciudad de Tlaxiaco och delstaten Oaxaca, i den sydöstra delen av landet, 290 km sydost om huvudstaden Mexico City. La Unión ligger 2 103 meter över havet och antalet invånare är 226.
Terrängen runt La Unión är kuperad. Runt La Unión är det ganska glesbefolkat, med 22 invånare per kvadratkilometer. Närmaste större samhälle är Heroica Ciudad de Tlaxiaco, 3,6 km nordväst om La Unión. I omgivningarna runt La Unión växer huvudsakligen savannskog.